# Stanisław Spis
Stanisław Spis (ur. 8 maja 1843 w Radymnie, zm. 20 października 1920 w Krakowie) – rektor i dziekan Uniwersytetu Jagiellońskiego, kanonik kapituły krakowskiej.

## Życiorys
Urodził się w rodzinie Jakuba - burmistrza Radymna i Cecylii z Zarańskich. Będąc uczniem przemyskiego gimnazjum, przerwał naukę w 1863, wstępując w szeregi powstańców styczniowych. Walczył w oddziale gen. Mariana Langiewicza. Po klęsce powstania kontynuował naukę, w 1865 zdał maturę w Przemyślu, a następnie wstąpił do tutejszego seminarium duchownego. W 1868 otrzymał święcenia kapłańskie, po których studiował teologię w Wiedniu (1869-1871), uzyskując stopień doktora. Po powrocie do Przemyśla był wykładowcą w seminarium, a następnie proboszczem w Świlczy. W 1879 lub w 1880 powołany na katedrę nauk biblijnych Nowego Testamentu Uniwersytetu Jagiellońskiego, sześciokrotnie pełnił funkcję dziekana wydziału teologicznego. W roku akademickim 1887/88 pełnił urząd rektora tej uczelni. Po 30 latach 8 marca 1910 ustąpił z katedry uniwersyteckiej. Od 1896 do 1905 był radnym miejskim. Opiekował się bursą dla synów nauczycieli noszącą nazwę „Bursy im. ks. Spisa”. W 1918 obchodził złoty jubileusz kapłański.
W 1881 został kanonikiem kapituły krakowskiej, a w 1882 otrzymał tytuł doktora honoris causa Uniwersytetu Jagiellońskiego. W 1898 otrzymał Order Korony Żelaznej III klasy. Razem z bł. Bronisławem Markiewiczem i św. Józefem Pelczarem był założycielem towarzystwa świeckiego Powściągliwość i Praca. Pochowany na cmentarzu Rakowickim w Krakowie.

## Publikacje
- Opublikowane prace